# 7418 Akasegawa
7418 Akasegawa eller 1991 EJ1 är en asteroid i huvudbältet som upptäcktes den 11 mars 1991 av de båda japanska astronomerna Kazuro Watanabe och Tetsuya Fujii vid Kitami-observatoriet. Den är uppkallad efter japanen Genpei Akasegawa.
Asteroiden har en diameter på ungefär 4 kilometer och den tillhör asteroidgruppen Vesta.